# Rantau (Insel)
Rantau (indonesisch Pulau Rantau, auch Tebingtinggi oder Tebing Tinggi) ist eine indonesische Insel vor der Ostküste von Sumatra in der Straße von Malakka gelegen. 

## Geografie
Mit einer Fläche von 1597,5 km² stellt sie die größte einer ganzen Reihe von vor der Ostküste Sumatras liegenden Inseln dar, die jeweils durch nur wenige Kilometer breite Meeresarme voneinander getrennt sind. Im Süden der Insel liegt Sumatra, im Nordosten Rangsang, im Norden Merbau und im Nordwesten Padang. Von Merbau ist Rantau durch einen nur rund 100 Meter breiten und 14,3 km langen Meeresarm getrennt, wodurch Merbau auf vielen Karten nicht als separate Insel erscheint. Rantau ist 76 km lang, bis zu 26 km breit und durchweg flach.
Im Osten liegen direkt vor Rantau die beiden kleinen Inseln Menggung und Topang, im Südosten Serapung und Labu.

## Verwaltung
Administrativ gehört die Insel Rantau zum Regierungsbezirk (Kabupaten) Kepulauan Meranti der Provinz Riau und besteht aus den zwei Unterdistrikten (Kecamatan) Tebing Tinggi und Tebing Tinggi Barat, die zusammen 91.889 Einwohner haben (Stand: 2007). Größter und bedeutendster Ort ist Selat Panjang an der Nordküste der Insel.